# Альтруисты
«Альтруисты» (англ. The Altruists) — предстоящий американский телевизионный сериал, созданный Грэмом Муром, посвященный краху криптовалютной биржи FTX. Главные роли исполнят Джулия Гарнер и Энтони Бойл.
Премьера сериала запланирована на стриминговом сервисе Netflix.

## Сюжет
Сюжет сериала сосредоточится вокруг дискредитированного основателя рухнувшей криптобиржи FTX Сэма Бэнкмана-Фрида и его бизнес-партнёрши Кэролин Эллисон.

## В ролях
- Джулия Гарнер — Кэролайн Эллисон
- Энтони Бойл — Сэм Бэнкман-Фрид
- Мэтт Рафф — Райан Салеми
- Алекс Лоутер — Сэм Трабуччи
- Юджин Янг — Гэри Ванг
- Мэдисон Хью — Констенс Ванг
- Каран Сонни — Нишад Сингх
- Наоми Окада — Клер Ватанабе
- Мэдди Хэссон — Лорен Платт
- Марианна Фунг — Лили Чжан
- Пол Райзер — Джо Бэнкмэна
- Робин Вайгерт — Барбара Фрид

## Производство
Создателем 8-серийного мини-сериал о крахе криптобиржи FTX стал Грэм Мур, который также выступает исполнительным продюсером и шоураннером вместе с Жаклин Хоут. Среди исполнительных продюсеров значатся Барак Обама и Мишель Обама через свою компанию Higher Ground, а также Винни Малхотра, Лорен Морелли и Скотт Уотерштейн от студии Scoop Productions. Режиссёром первого эпизода выступил Джеймс Понсолд, который также является исполнительным продюсером. Сценарий сериала заказал стриминг-сервис Netflix.
Главные роли исполнили Джулия Гарнер (Каролин Эллисон), Энтони Бойл (Сэм Бэнкман-Фрид). Джулия Гарнер также стала одним из исполнительных продюсеров проекта. Дополнительный актерский состав был утверждён в июле 2025 года.
Съёмочный процесс начался в июле 2025 года и проходит в Ванкувере летом и осенью 2025-года..